# Sionkapellet, Östra Ny
Sionkapellet är en kyrkobyggnad i Östra Ny. Kyrkan tillhörde Höckerstad Sion som var ansluten till Pingströrelsen i Sverige.

## Instrument
I kyrkan finns ett harmonium och piano.